# PTB-GO
Le PTB-GO est une coalition de partis de gauche et d'extrême gauche pour les élections régionales belges de 2014.
Trois partis y ont participé : 
- le Parti du travail de Belgique
- le Parti communiste
- la Ligue communiste révolutionnaire